# Sarabosaurus
Sarabosaurus — рід вимерлих морських ящірок родини мозазаврів (Mosasauridae), що існував у пізній крейді (93 млн років тому). Скам'янілі рештки тварини знайдені у відкладеннях формації Тропік-Шейл у Національній зоні відпочинку Глен-Каньйон у штаті Юта (США).

## Етимологія
Назва роду Sarabosaurus походить від арабського слова «Sarab», що означає «міраж пустелі», і грецького «sauros», що означає «ящірка». Назва «ящірка пустельного міражу» віддає данину поваги міражам, які часто можна побачити влітку в спекотних тропічних сланцевих пустелях, що дають лише проблиск життя, яке процвітало в давно зниклому крейдяному Західному внутрішньому морі.
Видовий епітет dahli надано на честь великого внеску Стіва Дала (Steve Dahl), багаторічного волонтера Національного пам'ятника «Великі сходи-Ескаланте» в Канабі, штат Юта.

## Опис
Невеликий мозазавр, довжина тіла його типового зразку сягала 3 метрів. Збережені ростові кільця вказують на те, що голотип був зрілою особиною. На момент смерті йому було від 3 до 4 років.

## Філогенія
Sarabosaurus  має судинний візерунок базисфеноїда, який до цього часу спостерігався лише у пліоплатекарпових мозазаврів, що дивергували значно пізніше. Переоцінка морфології базисфеноїда раніше описаних туронських мозазаврів за допомогою методів мкКТ виявила, що похідний стан також присутній у Yaguarasaurus , а початковий стан — у Tethysaurus і Russellosaurus. У цих двох таксонів канали входять у базисфеноїд, але не переходять у базиоципіталь. Замість цього вони виходять тільки високо на задній стінці sella turcica, в положенні, подібному до базилярної артерії інших ящірок.
Такий судинний патерн, як у початковому, так і в похідному станах, є унікальним серед плазунів і підтримує включення вищезгаданих таксонів до монофілетичної родини Plioplatecarpinae. Філогенетичний аналіз відновлює Sarabosaurus dahli як сестринський таксон до Yaguarasaurus та всіх інших пізніших пліоплатекарпових, а Russellosaurus і Tethysaurus як послідовні сестринські таксони. Тилозаврові мозазаври зберігають примітивний стан базисно-феноїдної васкуляризації. Це свідчить про дивергенцію тилозаврів і пліоплатекарпінів у пізньому сеномані або ранньому туроні.